# Nick Cassavetes
Nick Cassavets (n. 21 mai 1959, New York City, New York, SUA) este un actor, scenarist și regizor american, fiul lui Gena Rowlands și a lui John Cassavets.

## Filmografie
- The Wraith (1986) (ca Packard Walsh)
- Black Moon Rising (1986) (cu Tommy Lee Jones/Linda Hamilton)
- Unhook the Stars (1996) (regizor, co-scenarist)
- She's So Lovely (1997) (regizor)
- Soția astronautului (1999) (actor - Capt. Alex Streck)
- John Q (2002) (regizor)
- The Notebook (2004) (regizor)
- Alpha Dog (2006) (regizor, scenarist)
- My Sister's Keeper (2009) (regizor, co-scenarist)
- Yellow (2012) (regizor, co-scenarist)
- The Other Woman (2014) (regizor)
- Prizonieri pe tărâmul spiritelor (2021) - Psycho